# Grupo Operativo
Grupo Operativo, deutsch Konzept der operativen Gruppe, ist eine Technik der Gruppenkoordination, bei der die Aufgabe der Gruppe im Zentrum der Aufmerksamkeit steht. Die Technik wurde vom argentinischen Psychoanalytiker Enrique Pichón-Rivière erfunden und theoretisch gefasst. 

## Gründungsmythos
1948 war Enrique Pichón-Rivière Psychiater in der Adoleszenzabteilung des Hospital Psiquiatrica de las Mercedes in Buenos Aires. Die Rechtsperonisten organisierten einen Streik, um Gehaltserhöhungen und größere berufliche Freiheiten zu erlangen. Deshalb war Pichón vor die Aufgabe gestellt, die Jugendlichen ohne Personal weiter zu betreuen. Er organisierte sie in Gruppen, denen er die Aufgabe gab, sich selbst zu betreuen. In der intensiven Begleitung dieser Gruppen entwickelte er seine Technik. Was ihn zur Weiterentwicklung motivierte, war die Beobachtung, dass die Jugendlichen in den operativen Gruppen „gesünder“ wurden als unter konventioneller Betreuung. 

## Theorie
Die Theorie des Grupo Operativo beruht auf der psychoanalytischen Grundannahme, dass das Geschehen in einer Gruppe von unbewussten Phantasien und Wünschen mitbestimmt ist. Dieses Unbewusste in der Gruppe wird als Latenz bezeichnet, es ist der Gegenbegriff zum Manifesten, dem direkt Beobachtbaren. Die konkrete Vorstellung vom Unbewussten ist bei den Autoren von Melanie Klein geprägt. Das heißt, diejenigen Schichten der Psyche, die im frühen Kleinkindalter geprägt wurden, spielen eine wichtige Rolle. Dazu gehört einerseits die paranoid-schizoide Position, in der die Angst vor Angriff, vor dem Zerfallen in verschiedenste Teile, vor dem Fressen-und-Gefressen-Werden vorherrscht. Andererseits ist die depressive Position von Bedeutung, in der die Angst vor dem Verlust einer idealisierten höheren Instanz (Mutter, Vater) regiert. Wie José Bleger (2003) betont, ist diese – wie er es nennt – synkretische Ebene der Psyche auch die positive Vorbedingung dafür, dass Menschen überhaupt mit anderen Menschen mitfühlen und eine Gruppe bilden können. Damit eine Gruppe aber operativ, das heißt aufgabenorientiert und produktiv werden kann, müssen diese bedrohlichen Ängste gefasst und bearbeitet werden. 
Eine zweite Grundannahme der Theorie hat mit dem politisch und theoretisch marxistischen Hintergrund der argentinischen Autoren zu tun. Sie stellen sich die Frage, wie bisher machtlose Menschen zu Subjekten werden, die in der Gesellschaft etwas bewirken. Eine erste Bedingung dafür sehen sie in der Bildung von Gruppen, welche die einzig mögliche Beziehung eines Individuums zu größeren, gesellschaftlichen Institutionen ist. Weiter geht insbesondere Armando Bauleo davon aus, dass Gruppen nur dann fruchtbare Erkenntnisse produzieren und handlungsfähig werden, wenn „Erfahrung und Vernunft, Denken und Leidenschaft miteinander verknüpft werden.“
Dieser Prozess, den Bauleo in verschiedenen Texten „denken lernen“ nennt, soll durch die Technik der Operativen Gruppe gefördert werden. Eine Gruppe wird idealtypisch von einem Koordinator und einem Beobachter begleitet. Die Gesprächsführung liegt bei der Gruppe selber. Die Koordinatorin bringt während der Gruppensitzung Deutungen ein, welche die Beziehung der Gruppe zu ihrer Aufgabe betreffen. Hier unterscheidet sich die Technik der operativen Gruppe von der Technik der Gruppendynamik. Das unbewusste Geschehen wird nur dann gedeutet, wenn es einen Einfluss auf die Arbeit an der Aufgabe hat. Das heißt, operative Gruppen sind nicht in erster Linie Selbsterfahrungsgruppen, in denen die individuelle Psyche oder das unbewusste Geschehen in Gruppen per se im Zentrum stehen. 
Die Beobachterin kommt gegen Ende einer Sitzung zu Wort. Sie verfolgt die Geschichte der Gruppe, gibt Deutungen zur Beziehung zwischen Gruppe und Koordination und zeigt nicht-bearbeitete Emergenten auf.
Ein Emergent ist in der Sprache des Grupo Operativo ein Zeichen, das „den Sinn einer Gruppensituation erhellt“: Zu einem solchen Zeichen kann eine besonders gefühlsbeladene Äußerung, ein Versprecher, ein fast schon theatralischer Moment usw. werden. Darin verschränkt sich die individuelle Situation einer Teilnehmerin mit dem latenten Gruppengeschehen. In der Bearbeitung solcher Emergenten soll es möglich werden, das manifest Diskutierte mit dem gefühlsmäßigen Erleben der Einzelnen und mit den unbewussten Phantasien der Gruppe zu verbinden. 
Einzelne Autoren verbinden die Konzeption der Operativen Gruppe mit anderen Traditionen der psychoanalytischen Beschäftigung mit Gruppen. Einflussreich sind die Arbeiten von Wilfred Bion, der Tavistock Clinic in London sowie die französische Institutionsanalyse.

## Anwendungsbereiche
Von den Zürcher Autoren werden Erfahrungen mit operativen Gruppen als Organisationsform in Bildungsinstitutionen und in freien Lerngruppen, in therapeutischen Gruppen, in der psychosozialen Beratung, in stationären psychiatrischen Einrichtungen, in der Organisationsentwicklung und in der Jugendarbeit dargestellt. In den 1980er und 1990er Jahren hatte die Theorie des Grupo Operativo einen bedeutenden Einfluss auf die Ausbildung in Soziokultureller Animation.